# Jason Flemyng
Jason Iain Flemyng (Putney, Londres, 25 de septiembre de 1966) es un actor británico de cine y televisión. Es conocido por sus trabajos cinematográficos, sobre todo en películas británicas como Lock, Stock and Two Smoking Barrels (1998) y Snatch (2000), ambas dirigidas por Guy Ritchie.

## Carrera
En Hollywood, sus dos papeles más conocidos son adaptaciones de los cómics de Alan Moore, Desde el infierno (2001) y La liga de los hombres extraordinarios (2003), además de trabajar en Furia de titanes (2010). También intervino en la galardonada película canadiense El violín rojo (ganadora del Óscar a la mejor banda sonora original), interpretando a Frederick Pope.
También ha aparecido en papeles importantes en el teatro y la televisión del Reino Unido. Flemyng habla francés, y ha hecho tres películas en ese idioma.
En 2009 aparecece en la tercera temporada de la serie de televisión Primeval (Mundo primitivo o Invasión jurásica en España, y en Hispanoamérica Primeval) pasando a ser uno de los personajes principales.
Luego apareció en la miniserie SS-GB, donde dio vida a Mayhew. En la serie compartió créditos con los actores Sam Riley, Kate Bosworth, Aneurin Barnard, James Cosmo y Maeve Dermody.
En 2011 interpretó al mutante Azazel en la película X-Men: primera generación y a Sebastian en la cinta de suspenso y acción Hanna. Ese mismo año, realizó uno de sus mejores trabajos cinematográficos, en la cinta del director británico Jonathan English, Templario (Ironclad). Interpretó el papel de Becket, un mercenario al servicio de William d'Aubigny, Lord de Belvoir, que se enfrentó al Rey Juan en el Castillo de Rochester.

## Filmografía

### Cine
| Título                                      | Año  | Rol                                |
| ------------------------------------------- | ---- | ---------------------------------- |
| El libro de la selva: la aventura continúa  | 1994 | Teniente John Wilkins              |
| Rob Roy                                     | 1995 | Gregor                             |
| Tras la belleza robada                      | 1995 | Gregory                            |
| Hollow Reed                                 | 1996 | Frank Donally                      |
| Indian Summer                               | 1996 | Tonio                              |
| Spice World                                 | 1997 | Brad                               |
| La banda de James                           | 1997 | Frank James                        |
| Lock, Stock and Two Smoking Barrels         | 1998 | Tom                                |
| Shuttle                                     | 1998 | Actor                              |
| Tess of the D'Urbervilles                   | 1998 | Alec D'Urbervilles                 |
| El violín rojo                              | 1998 | Frederick Pope                     |
| Deep Rising                                 | 1998 | Mulligan                           |
| Alicia en el país de las maravillas         | 1999 | Actor                              |
| El rostro de la venganza                    | 2000 | Actor                              |
| Snatch                                      | 2000 | Darren                             |
| The Body (El cuerpo)                        | 2000 | Actor                              |
| Mean Machine (Jugar duro)                   | 2001 | Bob Likely                         |
| Rock Star                                   | 2001 | Bobby Beerns                       |
| Desde el infierno                           | 2001 | John Netley                        |
| El búnker                                   | 2001 | Actor                              |
| Anazapta                                    | 2001 | Actor                              |
| La liga de los hombres extraordinarios      | 2003 | Dr. Henry Jekyll / Mr. Edward Hyde |
| Atomik Circus: El regreso de James Bataille | 2004 | Actor                              |
| Seed of Chucky                              | 2004 | Santa                              |
| Transporter 2                               | 2005 | Actor                              |
| The Half Life of Timofey Berezin (PU-239)   | 2006 | Actor                              |
| Bobby Z                                     | 2007 | Brian Cervier                      |
| Stardust                                    | 2007 | Primus                             |
| The Riddle                                  | 2007 | Actor                              |
| Reflejos                                    | 2008 | Actor                              |
| Shifty                                      | 2008 | Actor                              |
| El curioso caso de Benjamin Button          | 2008 | Thomas Button                      |
| Solomon Kane                                | 2009 | Malachi                            |
| City of Life                                | 2009 | Actor                              |
| Furia de titanes                            | 2010 | Acrisius                           |
| Kick-Ass                                    | 2010 | Lobby Goon                         |
| Templario                                   | 2011 | Beckett                            |
| X-Men: primera generación                   | 2011 | Azazel                             |
| Hanna                                       | 2011 | Sebastian                          |
| Grandes esperanzas                          | 2012 | Joe Gargery                        |
| Welcome to the Punch                        | 2013 | Harvey Crown                       |
| I Give It a Year                            | 2013 | Hugh                               |
| Viy                                         | 2014 | Jonathan Green                     |

### Televisión
| Año       | Título                                | Personaje          | Notas                        |
| --------- | ------------------------------------- | ------------------ | ---------------------------- |
| 1992      | Las aventuras del joven Indiana Jones | Emile              | 2 episodios                  |
| 2009-2011 | Primeval                              | Danny Quinn        | 9 episodios                  |
| 2013      | Black Mirror                          | Jack Napier        | Episodio: "The Waldo Moment" |
| 2017-2019 | Jamestown                             | James Read         | 24 episodios                 |
| 2019-2022 | Pennyworth                            | Lord James Harwood | ¿? episodios                 |